# 帕羅機場
帕羅機場是不丹唯一一座国际机场，離帕罗市中心約6（3.7英里），位於帕羅河岸邊的深谷中，四周被高達5,480（17,980英尺）的高山包圍著，地勢險要，起降難度極具挑戰性。
所有飛往帕羅機場的飛機，只可以在目視氣象條件下起降，並且只能在日間起降。該機場是不丹僅有的四座機場之一。

## 歷史
1968年，印度邊境道路建設局在帕羅谷地建了一座簡易機場，最初用於印度軍隊代表不丹皇室執行直升機操作任務。1981年4月5日，按照皇家特許狀，不丹的第一家航空公司——不丹皇家航空成立。
帕羅機場位於平均海拔2,235（7,332英尺）的深谷中，四周環繞高達5,500（18,000英尺）的山峰。最初機場跑道有1,200米（3,900英尺）長，因而不丹政府需要對機種做出選擇，飛機要在18至20座之間，具備短距起降能力，操作性能需滿足高升限、高爬升率、高機動性。根據帕羅的基础设施能滿足的最低條件，對飛機的主要要求是單次加油下能執行加尔各答 – 帕羅 – 加尔各答的來回航線（1,200（750英里；650海里））。在1978年至1980年間在印度和不丹的試飛後考慮了三種機型，但最終認為都不合適。
1981年中期，印度政府成立了委員會為本國研究輕型運輸機。基於其研究成果，不丹政府訂購了一架多尼爾228飛機，在1983年1月交貨，並預留了在1983年底交付第二架飛機的選擇權。1983年1月14日，第一架18座多尼爾228-200飛機降落在帕羅機場。飛機落地後，機上乘客及機組人員按帕羅宗高級喇嘛的事先安排停留在機坪上。
1983年2月11日，不丹皇家航空開通了帕羅機場的第一條商業航線，其中101航班從帕羅飛往加尔各答，次日的102航班從加尔各答返回帕羅。運營初期，帕羅機場有一條跑道、兩個房間的航空交通管制大樓（其底層用作登機報到櫃枱）和草坪上的機場貴賓室。在1986年1月不丹民航部成立之前，不丹皇家航空承擔帕羅機場設施的運營及維護工作。
1990年，帕羅機場的跑道從1,400（4,600英尺）擴建至1,964（6,445英尺），並做了加固，以供更大型的飛機起降。此外，印度政府出資修建了飞机库，這是帕羅機場發展工程的一部分。1988年11月21日，不丹皇家航空的第一架噴氣式飛機BAe 146-100運抵帕羅機場。2003年，不丹皇家航空想更換此機，2004年10月19日，該航空公司的第一架空中巴士A319-100飛機運抵帕羅機場。

## 設施

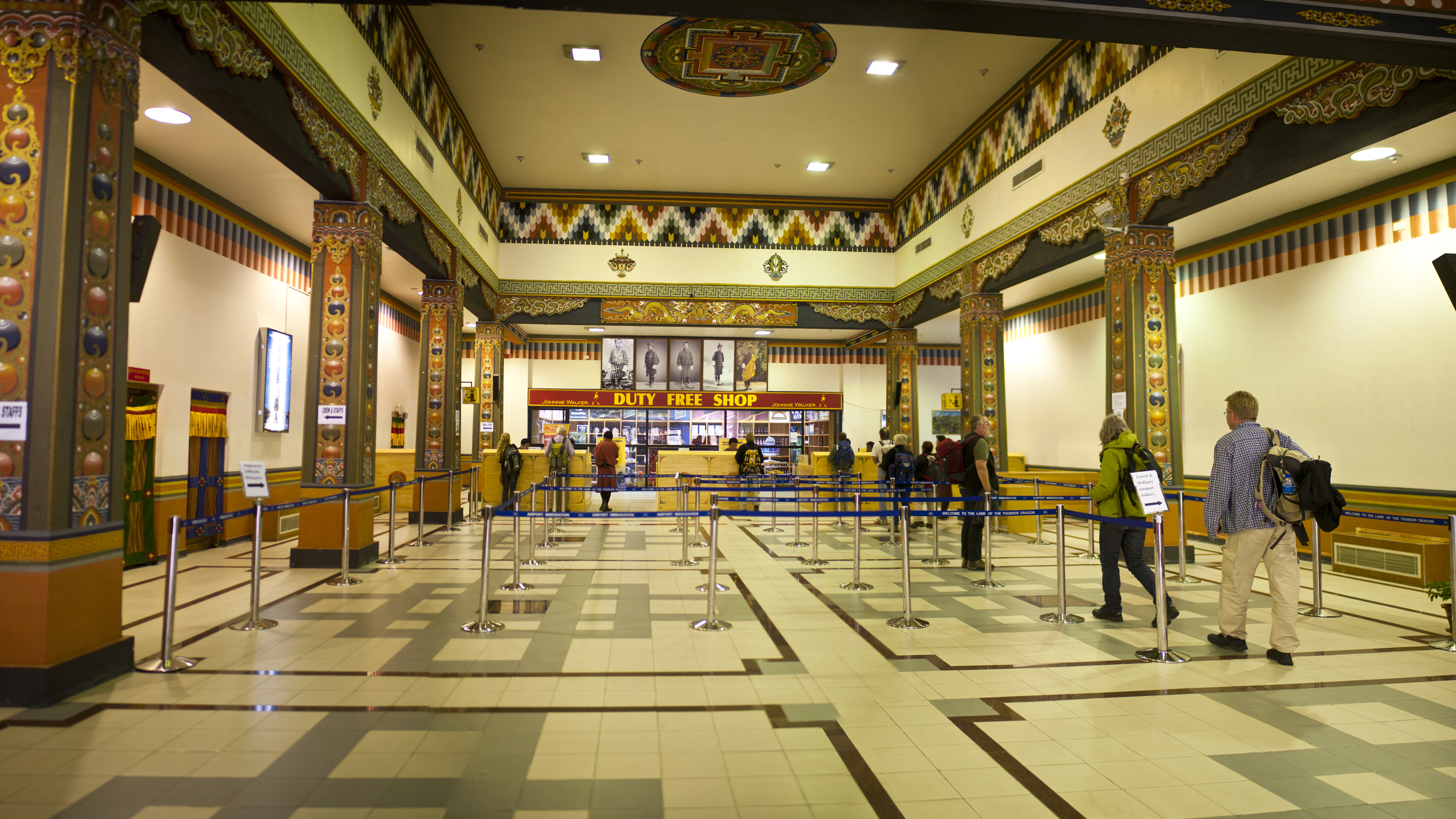
機場內部（拍攝於2011年）

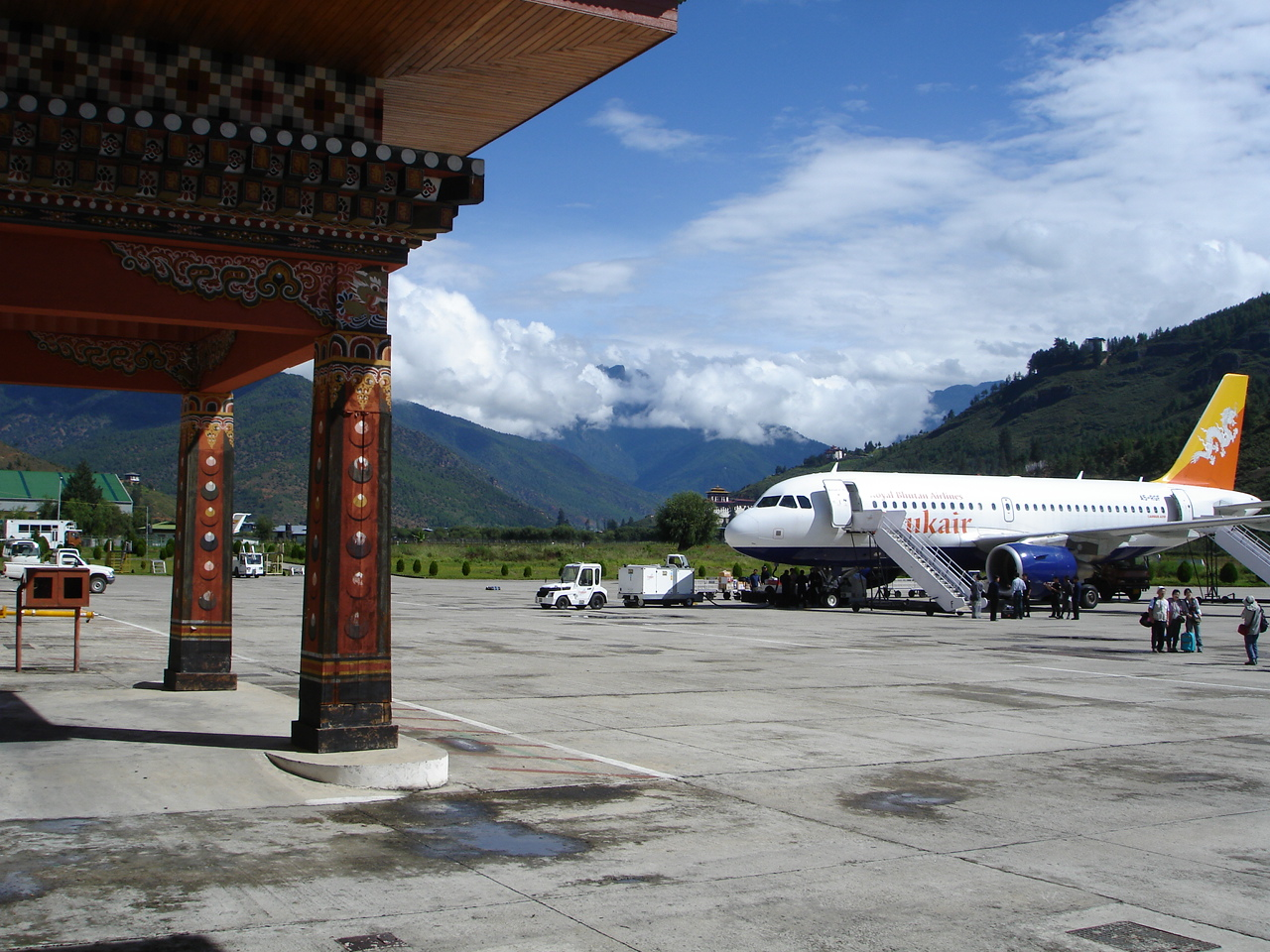
帕羅機場航站楼的不丹皇家航空

帕羅機場有一條瀝青跑道，長1,964（6,445英尺），航站楼於1999年投入使用。
2012年，報道稱帕羅機場共有旅客181659人次。

## 航空公司及目的地

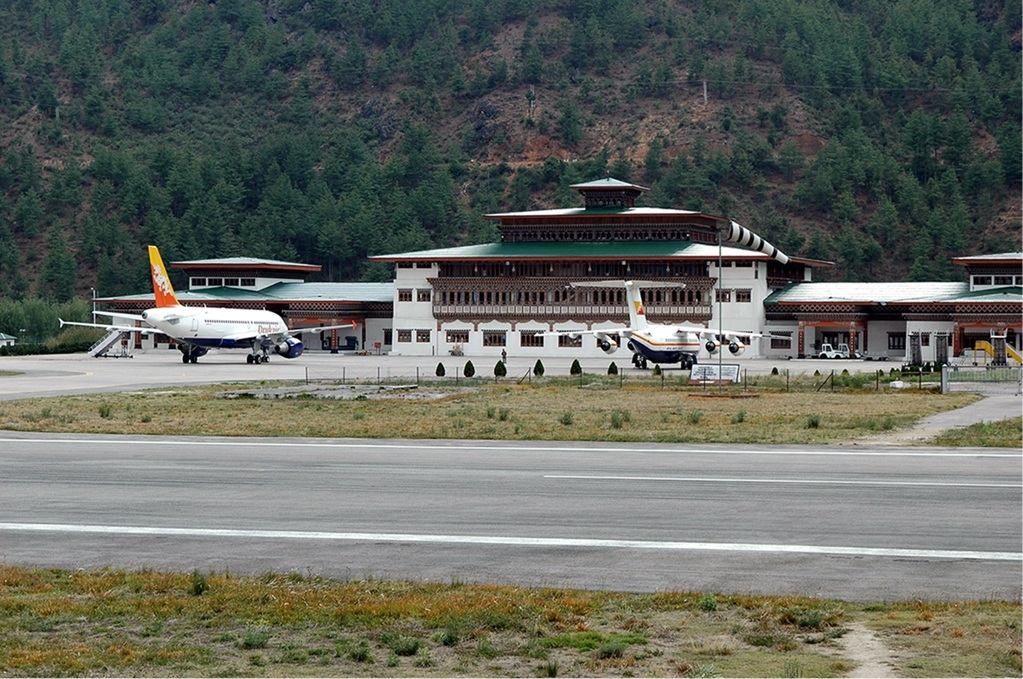
不丹皇家航空的空中巴士A319和BAe 146型客機停泊於帕羅機場（攝於2005年）

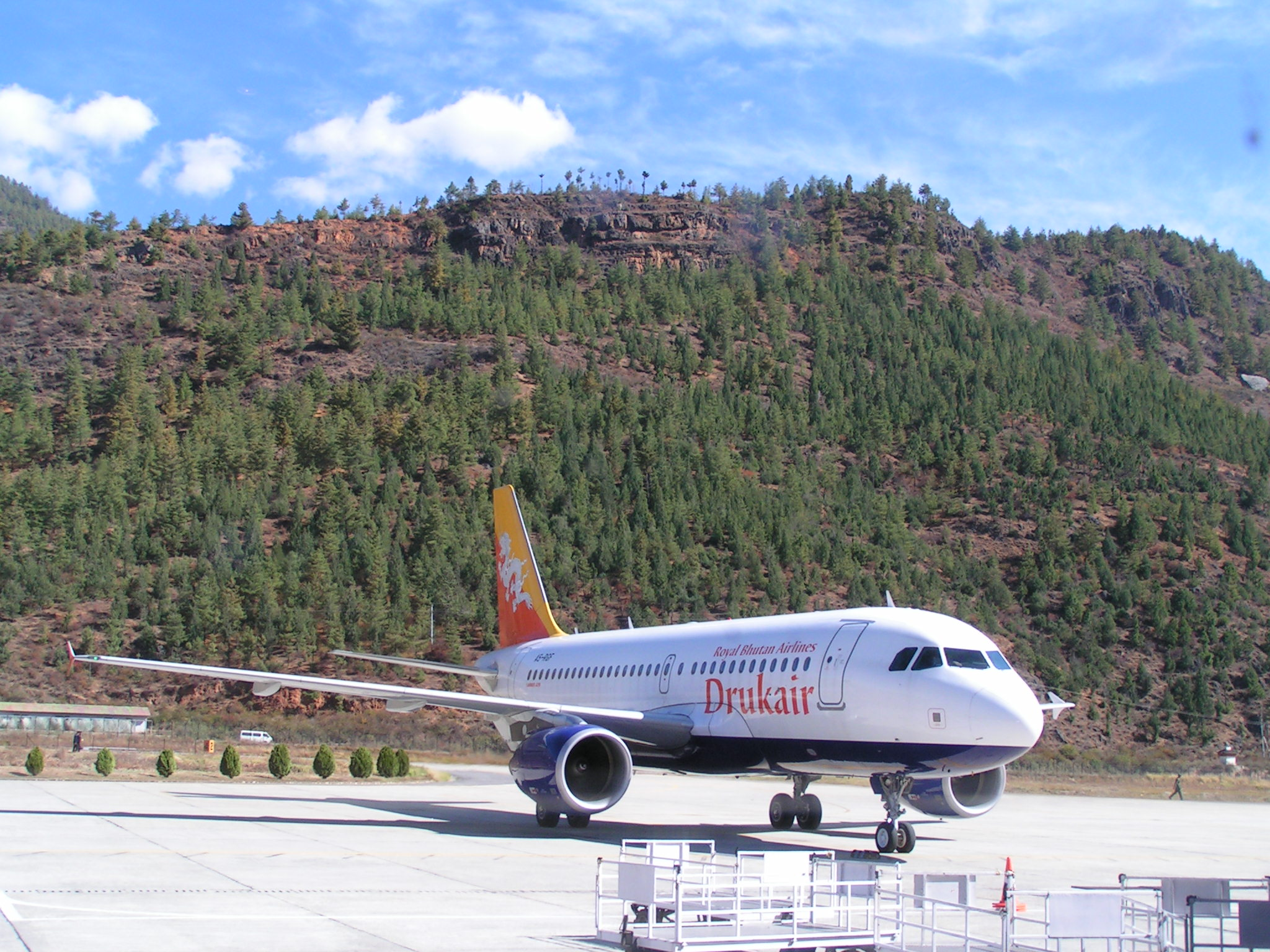
不丹皇家航空的空中巴士A319-115型客機停泊於帕羅機場

不丹皇家航空是不丹的國家航空公司，其總部設於帕羅機場。2010年8月，佛陀航空成為第一家經營飛往帕羅航線的外國航空公司。2011年12月，不丹的第一家民營航空公司塔希航空（Tashi Air）成立（現名為不丹航空）。
| 航空公司           | 目的地 |
| ------------------ | --- |
| 不丹皇家航空（KB） | 國內線：雅卡爾、吉列普、塔希岡 國際線：德里、加爾各答、古瓦哈提、巴格多格拉、加德滿都、達卡、曼谷-蘇凡納布、新加坡、東京-成田、杜拜-國際 包機：香港 、臺北-桃園、臺中 |
| 不丹航空（B3）     | 國際線： 德里、加爾各答、加德滿都、曼谷-蘇凡納布 季節性：加雅、孟買 季節性: 孟買 季節性包機: 香港                                                                     |
| 佛陀航空（U4）     | 包機：加德滿都 |